# Dr.-No-Bikini
Ein Dr.-No-Bikini (englisch: Dr. No Bikini) ist ein Filmkostüm bestehend aus einem Bikini mit einem Gürtel ums Höschen. Der Name des Bekleidungsstücks geht auf eine Szene in dem Film James Bond – 007 jagt Dr. No zurück. Das Filmkostüm wurde 2022 für den Wert von 240.000 US-Dollar verkauft. Es ist damit der teuerste Bikiniverkauf der Welt, weit vor dem Bikini von Prinzessin Leia aus Star Wars: Die Rückkehr der Jedi Ritter.

## Filmkostüm und Kult
Ursula Andress/Terence Young

Dr. No Bikini (1961)

Baumwolle

Christie’s, London, 2001

verlinkte Abbildung

(Bitte Urheberrechte beachten)
In dem Film James Bond – 007 jagt Dr. No (Titel des englischen Originals: Dr. No) von 1962 tritt die Schweizer Schauspielerin Ursula Andress als erstes Bondgirl der James-Bond-Filmreihe in einer unterdessen als legendär eingestuften Filmszene auf: In der Rolle der  Muscheltaucherin Honey Ryder entsteigt sie bei ihrem ersten Erscheinen dem Meer der Karibik wie Aphrodite, bekleidet mit einem weißen Bikini, darüber um die Hüften einen weißen Gürtel für das Muschelmesser. Andress hatte den Bikini zusammen mit dem Regisseur von Dr. No, Terence Young, entworfen, ein Schneider aus Jamaika hatte ihn während der Dreharbeiten 1961 genäht, unter Verwendung eines Bügel-BHs der Schauspielerin. Infolge des Filmauftritts wurde der Bikini mit Gürtel in den 1960er Jahren international modisch; die gegürtete und bewaffnete Aphrodite markierte einen Frauentyp, der die „sexuelle Revolution“ zu illustrieren vermochte.

## Finanzieller Wert
Das originale Filmkostüm der Ursula Andress von 1962 wurde am 14. Februar 2001 in einer Auktion bei Christie’s in London für ca. 60.000 US-Dollar (etwa 41.000 Pfund) an Robert Earl, Besitzer der Planet-Hollywood-Restaurantkette, verkauft; der Bikini wurde damit zum damals teuersten Stück Badebekleidung aller Zeiten. In Anlehnung an die Szene von 1962 erfuhr der Dr.-No-Bikini im Jahr 2002 eine modische Wiederbelebung, als in dem 20. James-Bond-Film Stirb an einem anderen Tag (englisches Original: Die Another Day) die US-amerikanische Schauspielerin Halle Berry in einem orangefarbenen Bikini, weiß gegürtet, als Bondgirl wiederum dem Meer entstieg.
Am 12. November 2020 sollte der Bikini neben anderen Hollywood-Memorabilia (u. a. einem Kleid von Marilyn Monroe aus dem Film Das verflixte 7. Jahr und einem Kostüm von Vivien Leigh aus Vom Winde verweht) erneut versteigert werden. Das Startgebot betrug 300.000 Dollar, ca. 254.000 Euro. Allerdings fand sich niemand, der den Bikini bei dem Auktionshaus Profiles in History in der Nähe von Los Angeles für diesen Preis ersteigern wollte.
Im Jahr 2022 wechselte der Bikini bei einer Auktion für die Summe von 240.000 US-Dollar den Besitzer.
Der Dr.-No-Bikini bis heute der teuerste Bikini aller Zeiten. Im Jahr 2024 ersteigerte das deutsche Bikiniartmuseum für die Summe von 175.000 US-Dollar den Bikini bzw. das Sklavin-Kostüm von Prinzessin Leia; den zweitteuersten Bikini der Welt.